# Dendrobium odoardi
Dendrobium odoardi är en orkidéart som beskrevs av Friedrich Fritz Wilhelm Ludwig Kraenzlin. Dendrobium odoardi ingår i släktet Dendrobium, och familjen orkidéer. Inga underarter finns listade i Catalogue of Life.